# Liga de Voleibol Superior Masculino 2011-2012
La Liga de Voleibol Superior Masculino 2011-2012 si è svolta dal 21 settembre 2011 al 11 gennaio 2012: al torneo hanno partecipato 9 franchigie portoricane e la vittoria finale è andata per la prima volta ai Cariduros de Fajardo.

## Regolamento
La competizione prevede che le nove squadre partecipanti si sfidino, per circa due mesi, senza un calendario rigido, fino a disputare ventiquattro partite ciascuna. Le prime sei classificate accedono ai play-off: ai quarti di finale le squadre sono divise in due gironi col metodo della serpentina, dai quali le prime due classificate accedono alle semifinali, dove si incrociano; le semifinali e la finale sono giocate al meglio delle sette gare.

## Squadre partecipanti
Al campionato di Liga de Voleibol Superior Masculino 2011-12 hanno partecipato nove franchigie, tra le quali i debuttanti Cariduros de Fajardo, fondati con l'acquisto del titolo dei Caribes de San Sebastián, che quindi abbandonano la competizione, ed i Gigantes de Adjuntas, che ritornano in campo dopo due stagioni di assenza grazie alla creazione di una nuova franchigia.
| Club                  | Stagione | Città     | Impianto                         | Stagione precedente                            |
| --------------------- | -------- | --------- | -------------------------------- | ---------------------------------------------- |
| Cariduros de Fajardo  | dettagli | Fajardo   | Coliseo Tomás Dones              | -                                              |
| Changos de Naranjito  | dettagli | Naranjito | Coliseo Gelito Ortega            | 7ª in LVSM                                     |
| Gigantes de Adjuntas  | dettagli | Adjuntas  | Coliseo Rafael Llull Pérez       | -                                              |
| Gigantes de Carolina  | dettagli | Carolina  | Coliseo Guillermo Angulo         | 2ª in LVSM, Campioni di Porto Rico             |
| Indios de Mayagüez    | dettagli | Mayagüez  | Palacio de Recreación y Deportes | 6ª in LVSM, quarti di finale play-off scudetto |
| Leones de Ponce       | dettagli | Ponce     | Coliseo Salvador Dijols          | 5ª in LVSM, quarti di finale play-off scudetto |
| Mets de Guaynabo      | dettagli | Guaynabo  | Coliseo Mario Morales            | 3ª in LVSM, semifinali play-off scudetto       |
| Patriotas de Lares    | dettagli | Lares     | Coliseo Félix Méndez Acevedo     | 4ª in LVSM, Semifinali play-off scudetto       |
| Plataneros de Corozal | dettagli | Corozal   | Coliseo Carmen Zoraida Figueroa  | 1ª in LVSM, finale play-off scudetto           |

## Campionato

### Regular season
| Risultati |                      |     |                                   |
|           |                      |     |                                   |
| 21-09     | Carolina - Mayagüez  | 0-3 | 20-25, 24-26, 21-25               |
| 22-09     | Adjuntas - Fajardo   | 1-3 | 14-25, 14-25, 25-20, 22-25        |
| 22-09     | Naranjito - Lares    | 1-3 | ?                                 |
| 23-09     | Corozal - Guaynabo   | 0-3 | 22-25, 19-25, 20-25               |
| 23-09     | Ponce - Carolina     | 3-0 | 25-16, 25-18, 27-25               |
| 24-09     | Fajardo - Naranjito  | 3-1 | 22-25, 25-19, 25-19, 25-22        |
| 24-09     | Lares - Adjuntas     | 2-3 | 22-25, 22-25, 25-22, 25-18, 17-19 |
| 25-09     | Guaynabo - Ponce     | 3-1 | 25-23, 25-16, 22-25, 31-29        |
| 25-09     | Mayagüez - Corozal   | 1-3 | 23-25, 25-20, 18-25, 17-25        |
| 28-09     | Naranjito - Guaynabo | 0-3 | 16-25, 20-25, 14-25               |
| 28-09     | Adjuntas - Mayagüez  | 1-3 | 22-25, 18-25, 25-22, 14-25        |
| 29-09     | Ponce - Fajardo      | 2-3 | 16-25, 25-20, 25-19, 24-26, 13-15 |
| 29-09     | Carolina - Corozal   | 1-3 | 21-25, 25-21, 18-25, 22-25        |
| 30-09     | Guaynabo - Adjuntas  | 3-0 | 25-18, 27-25, 25-18               |
| 01-10     | Corozal - Naranjito  | 3-2 | 25-19, 16-25, 25-19, 23-25, 15-9  |
| 01-10     | Fajardo - Carolina   | 3-2 | 22-25, 25-23, 25-19, 26-28, 15-8  |
| 02-10     | Lares - Ponce        | 2-3 | 16-25, 25-21, 19-25, 25-20, 12-15 |
| 02-10     | Guaynabo - Mayagüez  | 3-1 | 30-28, 25-19, 21-25, 25-12        |
| 05-10     | Carolina - Lares     | 2-3 | 20-25, 25-23, 25-23, 20-25, 13-15 |
| 06-10     | Corozal - Fajardo    | 1-3 | 17-25, 23-25, 25-18, 14-25        |
| 07-10     | Adjuntas - Carolina  | 1-3 | 26-24, 18-25, 20-25, 18-25        |
| 07-10     | Lares - Guaynabo     | 3-2 | 25-20, 20-25, 20-25, 25-20, 15-11 |
| 07-10     | Ponce - Naranjito    | 3-0 | 25-21, 28-26, 25-23               |
| 08-10     | Fajardo - Mayagüez   | 2-3 | 23-25, 19-25, 25-21, 25-21, 15-17 |
| 09-10     | Naranjito - Adjuntas | 3-1 | 25-21, 25-19, 19-25, 31-29        |
| 09-10     | Corozal - Ponce      | 0-3 | 15-25, 16-25, 20-25               |
| 09-10     | Carolina - Guaynabo  | 0-3 | 17-25, 23-25, 23-25               |
| 11-10     | Mayagüez - Naranjito | 3-2 | 23-25, 25-17, 31-29, 19-25, 20-18 |
| 12-10     | Fajardo - Lares      | 3-0 | 25-19, 25-22, 25-23               |
| 12-10     | Adjuntas - Corozal   | 3-0 | 25-22, 25-20, 25-20               |
| 14-10     | Guaynabo - Fajardo   | 2-3 | 20-25, 25-20, 27-29, 25-21, 14-16 |
| 14-10     | Lares - Corozal      | 1-3 | 25-20, 23-25, 22-25, 20-25        |
| 14-10     | Adjuntas - Ponce     | 1-3 | 17-25, 25-21, 20-25, 18-25        |
| 15-10     | Naranjito - Carolina | 1-3 | 25-19, 20-25, 20-25, 22-25        |
| 16-10     | Fajardo - Adjuntas   | 3-0 | 25-19, 26-24, 25-21               |
| 16-10     | Ponce - Guaynabo     | 3-2 | 20-25, 17-25, 25-22, 25-16, 15-12 |
| 16-10     | Lares - Mayagüez     | 1-3 | 25-23, 21-25, 22-25, 25-27        |
| 18-10     | Mayagüez - Lares     | 3-1 | 31-29, 25-17, 22-25, 25-17        |
| 19-10     | Corozal - Adjuntas   | 1-3 | 22-25, 17-25, 25-20, 24-26        |
| 19-10     | Naranjito - Guaynabo | 3-1 | 25-12, 23-25, 25-20, 25-17        |
| 20-10     | Carolina - Ponce     | 3-1 | 25-27, 25-21, 25-23, 25-18        |
| 21-10     | Naranjito - Fajardo  | 0-3 | 23-25, 23-25, 16-25               |
| 25-10     | Mayagüez - Fajardo   | 0-3 | 19-25, 19-25,15-25                |
| 25-10     | Corozal - Carolina   | 3-0 | 25-19, 25-20, 25-19               |
| 27-10     | Adjuntas - Lares     | 3-2 | 23-25, 25-20, 21-25, 25-22, 15-10 |
| 28-10     | Fajardo - Guaynabo   | 3-0 | 26-24, 25-19, 25-17               |
| 28-10     | Naranjito - Mayagüez | 3-0 | 25-21,27-25, 25-19                |
| 29-10     | Ponce - Adjuntas     | 2-3 | 20-25, 22-25, 25-21, 25-23, 11-15 |
| 30-10     | Lares - Naranjito    | 2-3 | 25-19, 29-31, 25-23, 15-25, 11-15 |
| 01-11     | Mayagüez - Adjuntas  | 3-0 | 25-11, 27-25, 26-24               |
| 01-11     | Guaynabo - Corozal   | 1-3 | 23-25, 21-25, 25-21, 18-25        |
| 01-11     | Carolina - Fajardo   | 2-3 | 15-25, 25-23, 17-25, 25-23, 11-15 |
| 02-11     | Ponce - Lares        | 0-3 | 22-25, 22-25, 20-25               |
| 03-11     | Corozal - Mayagüez   | 2-3 | 21-25, 25-22, 15-25, 25-22, 18-20 |

| Risultati |                      |     |                                   |
|           |                      |     |                                   |
| 03-11     | Adjuntas - Guaynabo  | 1-3 | 25-23, 20-25, 19-25, 23-25        |
| 04-11     | Fajardo - Ponce      | 3-1 | 25-17, 22-25, 29-27, 25-17        |
| 05-11     | Lares - Carolina     | 2-3 | 27-25, 26-28, 19-25, 25-19, 9-15  |
| 05-11     | Naranjito - Corozal  | 0-3 | 37-39, 18-25, 24-26               |
| 06-11     | Mayagüez - Guaynabo  | 0-3 | 19-25, 25-27, 19-25               |
| 07-11     | Corozal - Ponce      | 0-3 | 21-25, 19-25, 16-25               |
| 07-11     | Carolina - Naranjito | 3-1 | 25-23, 27-25, 18-25, 25-12        |
| 08-11     | Guaynabo - Lares     | 3-0 | 25-23, 25-19, 25-21               |
| 09-11     | Adjuntas - Naranjito | 1-3 | 17-25, 26-28, 25-22, 23-25        |
| 09-11     | Mayagüez - Carolina  | 2-3 | 22-25, 25-21, 23-25, 25-19, 9-15  |
| 09-11     | Fajardo - Corozal    | 3-0 | 25-23, 25-19, 25-18               |
| 11-11     | Naranjito - Ponce    | 0-3 | 15-25, 18-25, 22-25               |
| 11-11     | Carolina - Adjuntas  | 3-2 | 25-22, 14-25, 25-23,23-25, 15-12  |
| 11-11     | Lares - Fajardo      | 0-3 | 20-25, 21-25, 21-25               |
| 13-11     | Ponce - Mayagüez     | 1-3 | 25-23, 22-25, 16-25, 13-25        |
| 13-11     | Corozal - Lares      | 0-3 | 21-25, 22-25, 23-25               |
| 13-11     | Guaynabo - Carolina  | 3-0 | 25-19, 25-19, 25-19               |
| 14-11     | Adjuntas - Fajardo   | 3-1 | 25-22, 25-17, 20-25, 25-15        |
| 15-11     | Lares - Mayagüez     | 3-1 | 21-25, 26-24, 25-11, 25-20        |
| 15-11     | Carolina - Corozal   | 1-3 | 26-24, 16-25, 21-25, 17-25        |
| 15-11     | Naranjito - Guaynabo | 2-3 | 25-22, 19-25, 36-34, 20-25, 11-15 |
| 16-11     | Mayagüez - Ponce     | 2-3 | 25-19, 24-26, 25-20, 18-25, 13-15 |
| 17-11     | Guaynabo - Carolina  | 3-1 | 30-28, 25-19, 23-25, 30-28        |
| 18-11     | Fajardo - Lares      | 3-1 | 25-11, 28-30, 25-14, 25-20        |
| 18-11     | Ponce - Adjuntas     | 3-0 | 25-20, 25-17, 25-19               |
| 19-11     | Guaynabo - Corozal   | 3-0 | 25-21, 25-23, 25-22               |
| 20-11     | Adjuntas - Lares     | 0-3 | 22-25, 23-25, 18-25               |
| 21-11     | Ponce - Corozal      | 3-2 | 19-25, 25-11, 26-28, 25-21, 15-6  |
| 21-11     | Fajardo - Naranjito  | 3-0 | 25-20, 26-24, 25-17               |
| 22-11     | Mayagüez - Guaynabo  | 1-3 | 28-30, 25-19, 16-25, 22-25        |
| 22-11     | Carolina - Adjuntas  | 2-3 | 25-18, 25-23, 23-25, 18-25, 20-22 |
| 23-11     | Ponce - Fajardo      | 3-1 | 22-25, 25-13, 25-18, 25-20        |
| 23-11     | Lares - Naranjito    | 3-1 | 28-30, 25-14, 25-11, 25-16        |
| 25-11     | Naranjito - Carolina | 3-1 | 24-26, 25-21, 25-18, 26-24        |
| 25-11     | Adjuntas - Mayagüez  | 3-1 | 29-27, 25-22, 18-25, 25-19        |
| 25-11     | Lares - Ponce        | 3-1 | 26-24, 25-23, 21-25, 25-19        |
| 26-11     | Fajardo - Guaynabo   | 0-3 | 24-26, 19-25, 22-25               |
| 27-11     | Corozal - Mayagüez   | 3-0 | 25-21, 25-18, 25-17               |
| 27-11     | Naranjito - Adjuntas | 2-3 | 17-25, 25-23, 23-25, 25-21, 14-16 |
| 27-11     | Carolina - Lares     | 2-3 | 26-24, 16-25, 26-28, 26-24, 10-15 |
| 28-11     | Ponce - Guaynabo     | 3-0 | 25-22, 25-21, 25-13               |
| 29-11     | Adjuntas - Corozal   | 1-3 | 23-25, 25-10, 23-25, 17-25        |
| 30-11     | Mayagüez - Carolina  | 3-1 | 25-20, 25-20, 17-25, 25-21        |
| 01-12     | Corozal - Fajardo    | 1-3 | 14-25, 25-22, 17-25, 25-27        |
| 01-12     | Naranjito - Ponce    | 0-3 | 20-25, 19-25, 20-25               |
| 02-12     | Guaynabo - Lares     | 3-1 | 28-26, 25-20, 20-25, 25-19        |
| 03-12     | Fajardo - Mayagüez   | 3-2 | 25-22, 22-25, 28-26, 26-28, 15-11 |
| 03-12     | Ponce - Carolina     | 2-3 | 20-25, 25-23, 19-25, 25-21, 13-15 |
| 03-12     | Corozal - Naranjito  | 3-0 | 25-23, 25-21, 27-25               |
| 04-12     | Guaynabo - Adjuntas  | 3-0 | 25-17, 25-18, 25-17               |
| 05-12     | Lares - Corozal      | 3-2 | 14-25, 25-19, 17-25, 25-22, 15-8  |
| 05-12     | Carolina - Fajardo   | 2-3 | 23-25, 15-25, 25-21, 26-24, 12-15 |
| 05-12     | Mayagüez - Naranjito | 3-1 | 25-19, 18-25, 25-20, 25-21        |
| 06-12     | Mayagüez - Ponce     | 2-3 | 20-25, 25-23, 28-26, 20-25, 12-15 |

#### Classifica
| Pos. | Squadra               | Pt | G  | V  | P  | SV | SP | Ratio | PF   | PS   | Ratio |
| ---- | --------------------- | -- | -- | -- | -- | -- | -- | ----- | ---- | ---- | ----- |
| 1    | Cariduros de Fajardo  | 55 | 24 | 20 | 4  | 64 | 30 | 2.133 | 2184 | 1969 | 1.109 |
| 2    | Mets de Guaynabo      | 53 | 24 | 17 | 7  | 59 | 29 | 2.034 | 2072 | 1919 | 1.080 |
| 3    | Leones de Ponce       | 43 | 24 | 15 | 9  | 56 | 39 | 1.436 | 2142 | 2016 | 1.063 |
| 4    | Plataneros de Corozal | 35 | 24 | 11 | 13 | 42 | 47 | 0.894 | 1951 | 2006 | 0.973 |
| 5    | Indios de Mayagüez    | 34 | 24 | 11 | 13 | 46 | 51 | 0.902 | 2174 | 2180 | 0.997 |
| 6    | Patriotas de Lares    | 34 | 24 | 11 | 13 | 48 | 51 | 0.941 | 2196 | 2193 | 1.001 |
| 7    | Gigantes de Carolina  | 26 | 24 | 8  | 16 | 41 | 60 | 0.683 | 2163 | 2309 | 0.937 |
| 8    | Gigantes de Adjuntas  | 23 | 24 | 9  | 15 | 37 | 58 | 0.638 | 2052 | 2181 | 0.941 |
| 9    | Changos de Naranjito  | 21 | 24 | 6  | 18 | 32 | 60 | 0.533 | 2010 | 2171 | 0.926 |

| Ai play-off scudetto |

### Play-off

#### Quarti di finale

##### Girone A

###### Risultati
| Gara 1 |               |     |                                  |
|        |               |     |                                  |
| 08-12  | Lares - Ponce | 3-2 | 26-24, 25-23, 23-25, 22-25, 15-9 |

| Gara 2 |                 |     |                            |
|        |                 |     |                            |
| 09-12  | Fajardo - Lares | 1-3 | 25-20, 22-25, 20-25, 24-26 |

| Gara 3 |                 |     |                     |
|        |                 |     |                     |
| 11-12  | Ponce - Fajardo | 3-0 | 25-18, 25-20, 25-22 |

| Gara 4 |                 |     |                            |
|        |                 |     |                            |
| 12-12  | Lares - Fajardo | 3-1 | 19-25, 25-23, 25-22, 25-23 |

| Gara 5 |               |     |                            |
|        |               |     |                            |
| 14-12  | Ponce - Lares | 1-3 | 18-25, 18-25, 25-20, 24-26 |

| Gara 6 |                 |     |                     |
|        |                 |     |                     |
| 15-12  | Fajardo - Ponce | 3-0 | 25-18, 25-17, 25-21 |

| \| Gara di spareggio \| \| \| \| \| \| \| \| \| \| 17-12 \| Fajardo - Ponce \| 3-2 \| 25-27, 25-23, 25-21, 30-32, 15-12 \| |                 |     |                                   |
| Gara di spareggio |                 |     |                                   |
| |                 |     |                                   |
| 17-12 | Fajardo - Ponce | 3-2 | 25-27, 25-23, 25-21, 30-32, 15-12 |

###### Classifica
| Pos. | Squadra              | Pt | G | V | P | SV | SP | Ratio | PF  | PS  | Ratio |
| ---- | -------------------- | -- | - | - | - | -- | -- | ----- | --- | --- | ----- |
| 1    | Patriotas de Lares   | 8  | 4 | 4 | 0 | 12 | 5  | 2.400 | 397 | 375 | 1.059 |
| 2    | Leones de Ponce      | 2  | 4 | 1 | 3 | 6  | 9  | 0.667 | 322 | 342 | 0.942 |
| 3    | Cariduros de Fajardo | 2  | 4 | 1 | 3 | 5  | 9  | 0.556 | 319 | 321 | 0.994 |

##### Girone B

###### Risultati
| Gara 1 |                    |     |                                   |
|        |                    |     |                                   |
| 08-12  | Mayagüez - Corozal | 3-2 | 25-19, 22-25, 20-25, 26-24, 15-11 |

| Gara 2 |                     |     |                            |
|        |                     |     |                            |
| 09-12  | Guaynabo - Mayagüez | 3-1 | 21-25, 25-19, 25-21, 25-21 |

| Gara 3 |                    |     |                            |
|        |                    |     |                            |
| 12-12  | Corozal - Guaynabo | 1-3 | 23-25, 25-22, 21-25, 18-25 |

| Gara 4 |                     |     |                            |
|        |                     |     |                            |
| 13-12  | Mayagüez - Guaynabo | 1-3 | 22-25, 12-25, 25-23, 21-25 |

| Gara 5 |                    |     |                            |
|        |                    |     |                            |
| 15-12  | Corozal - Mayagüez | 3-1 | 25-22, 17-25, 26-24, 27-25 |

| Gara 6 |                    |     |                                   |
|        |                    |     |                                   |
| 16-12  | Guaynabo - Corozal | 2-3 | 23-25, 23-25, 25-19, 25-20, 12-15 |

###### Classifica
| Pos. | Squadra               | Pt | G | V | P | SV | SP | Ratio | PF  | PS  | Ratio |
| ---- | --------------------- | -- | - | - | - | -- | -- | ----- | --- | --- | ----- |
| 1    | Mets de Guaynabo      | 6  | 4 | 3 | 1 | 11 | 6  | 1.833 | 399 | 357 | 1.118 |
| 2    | Plataneros de Corozal | 4  | 4 | 2 | 2 | 9  | 9  | 1.000 | 390 | 409 | 0.954 |
| 3    | Indios de Mayagüez    | 2  | 4 | 1 | 3 | 6  | 11 | 0.545 | 370 | 393 | 0.941 |

#### Final 4
|  | Semifinali            | Semifinali            | Semifinali           | Semifinali           | Semifinali | Semifinali | Semifinali | Semifinali | Semifinali |  |  | Finale | Finale               | Finale               | Finale               | Finale               | Finale | Finale | Finale | Finale |  |
|  |                       |                       |                      |                      |            |            |            |            |            |  |  |        |                      |                      |                      |                      |        |        |        |        |  |
|  | Cariduros de Fajardo  | Cariduros de Fajardo  | Cariduros de Fajardo | Cariduros de Fajardo | 3          | 3          | 3          | 0          | 3          |  |  |        |                      |                      |                      |                      |        |        |        |        |  |
|  | Mets de Guaynabo      | Mets de Guaynabo      | Mets de Guaynabo     | Mets de Guaynabo     | 1          | 1          | 1          | 3          | 2          |  |  | 1      | Cariduros de Fajardo | Cariduros de Fajardo | Cariduros de Fajardo | Cariduros de Fajardo | 3      | 3      | 3      | 3      |  |
|  | Plataneros de Corozal | Plataneros de Corozal | 3                    | 3                    | 0          | 3          | 1          | 0          | 0          |  |  | 3      | Patriotas de Lares   | Patriotas de Lares   | Patriotas de Lares   | Patriotas de Lares   | 0      | 2      | 0      | 0      |  |
|  | Patriotas de Lares    | Patriotas de Lares    | 2                    | 1                    | 3          | 2          | 3          | 3          | 3          |  |  |        |                      |                      |                      |                      |        |        |        |        |  |

##### Semifinali
| Gara 1 |                    |     |                                   |
|        |                    |     |                                   |
| 19-12  | Fajardo - Guaynabo | 3-1 | 23-25, 25-19, 25-21, 25-16        |
| 19-12  | Corozal - Lares    | 3-2 | 20-25, 25-23, 25-15, 19-25, 15-11 |

| Gara 2 |                    |     |                            |
|        |                    |     |                            |
| 21-12  | Guaynabo - Fajardo | 1-3 | 25-22, 24-26, 25-27, 20-25 |
| 21-12  | Lares - Corozal    | 1-3 | 20-25, 25-21, 25-27, 27-29 |

| Gara 3 |                    |     |                            |
|        |                    |     |                            |
| 23-12  | Fajardo - Guaynabo | 3-1 | 25-19, 25-20, 15-25, 25-22 |
| 23-12  | Corozal - Lares    | 0-3 | 22-25, 23-25, 21-25        |

| Gara 4 |                    |     |                                  |
|        |                    |     |                                  |
| 27-12  | Guaynabo - Fajardo | 3-0 | 25-18, 25-22, 25-18              |
| 27-12  | Lares - Corozal    | 2-3 | 21-25, 25-15, 18-25, 25-15, 9-15 |

| Gara 5 |                    |     |                                  |
|        |                    |     |                                  |
| 29-12  | Fajardo - Guaynabo | 3-2 | 20-25, 17-25, 25-19, 27-25, 15-6 |
| 29-12  | Corozal - Lares    | 1-3 | 25-21, 22-25, 26-28, 23-25       |

| Gara 6 |                 |     |                     |
|        |                 |     |                     |
| 30-12  | Lares - Corozal | 3-0 | 25-19, 25-18, 25-23 |

| \| Gara 7 \| \| \| \| \| \| \| \| \| \| 02-01 \| Corozal - Lares \| 0-3 \| 21-25, 22-25, 20-25 \| |                 |     |                     |
| Gara 7                                                                                            |                 |     |                     |
|                                                                                                   |                 |     |                     |
| 02-01                                                                                             | Corozal - Lares | 0-3 | 21-25, 22-25, 20-25 |

##### Finale
| Gara 1 |                 |     |                     |
|        |                 |     |                     |
| 04-01  | Fajardo - Lares | 0-3 | 25-20, 25-21, 22-25 |

| Gara 2 |                 |     |                                   |
|        |                 |     |                                   |
| 07-01  | Lares - Fajardo | 2-3 | 30-28, 20-25, 25-22, 21-25, 13-15 |

| Gara 3 |                 |     |                     |
|        |                 |     |                     |
| 09-01  | Fajardo - Lares | 3-0 | 25-12, 25-23, 25-18 |

| Gara 4 |                 |     |                     |
|        |                 |     |                     |
| 11-01  | Lares - Fajardo | 0-3 | 22-25, 23-25, 16-25 |

## Premi individuali
| Premio                   | Giocatrice        | Squadra              |
| ------------------------ | ----------------- | -------------------- |
| MVP della Regular Season | Leonardo Leyva    | Cariduros de Fajardo |
| MVP della Finale         | Leonardo Leyva    | Cariduros de Fajardo |
| Miglior esordiente       | Eduardo Hernández | Gigantes de Adjuntas |
| Rising star              | Luis Quiñones     | Leones de Ponce      |
| Miglior allenatore       | Ramón Hernández   | Cariduros de Fajardo |
| Miglior presidente       | Miguel González   | Patriotas de Lares   |
| All-Star Team            | Juan Miguel Ruiz  | Cariduros de Fajardo |
| All-Star Team            | Leonardo Leyva    | Cariduros de Fajardo |
| All-Star Team            | Juan Figueroa     | Patriotas de Lares   |
| All-Star Team            | Iván Contreras    | Leones de Ponce      |
| All-Star Team            | Olivier Lamoise   | Gigantes de Carolina |
| All-Star Team            | Luis Quiñones     | Leones de Ponce      |
| All-Star Team            | Gregory Berríos   | Mets de Guaynabo     |